# Mistrzostwa Polski w Łyżwiarstwie Szybkim w Wieloboju 1997
69. Mistrzostwa Polski w łyżwiarstwie szybkim w wieloboju odbyły się w 1997 roku w Warszawie na torze Stegny. Złote medale zdobyli Agnieszka Magiera i Jaromir Radke.

## Kobiety
| Msc. | Zawodniczka                                    | 500 m | 1500 m | 3000 m | 5000 m | Wielobój |
| 1.   | Agnieszka Magiera (Pilica Tomaszów Mazowiecki) |       |        |        |        | 191,532  |
| 2.   | Małgorzata Mika (SNPTT Zakopane)               |       |        |        |        | 207,930  |
| 3.   | Sylwia Juszczak (Pilica Tomaszów Mazowiecki)   |       |        |        |        | 199,169  |

## Mężczyźni
| Msc. | Zawodnik                                   | 500 m | 1500 m | 5000 m | 10 000 m | Wielobój |
| 1.   | Jaromir Radke (Pilica Tomaszów Mazowiecki) |       |        |        |          | 174,890  |
| 2.   | Artur Szafrański (Stegny Warszawa)         |       |        |        |          | 176,602  |
| 3.   | Paweł Jaroszek (Pionki Pionki)             |       |        |        |          | 179,002  |